# Driomowo-Czeriemoszki
Driomowo-Czeriemoszki (ros. Дрёмово-Черемошки) – wieś (ros. село, trb. sieło) w zachodniej Rosji, w sielsowiecie zacharkowskim rejonu konyszowskiego w obwodzie kurskim.

## Geografia
Miejscowość położona jest nad Kotlewką (dopływ Wabli w dorzeczu Sejmu), 5,5 km od centrum administracyjnego sielsowietu (Zacharkowo), 4,5 km na wschód od centrum administracyjnego rejonu (Konyszowka), 59 km na północny zachód od Kurska.
W miejscowości znajduje się 116 posesji.
Klimat
Miejscowość, jak i cały rejon, znajduje się w strefie klimatu kontynentalnego z łagodnym ciepłym latem i równomiernie rozłożonymi opadami rocznymi (Dfb w klasyfikacji klimatów Köppena).

## Demografia
W 2010 r. miejscowość zamieszkiwało 86 osób.